# Reunion (компьютерная игра)
Reunion — компьютерная игра в жанре космической стратегии. Являлась первым проектом венгерской компании-разработчика Amnesty Design (ныне Digital Reality) и была выпущена британским издателем Grandslam Entertainment. В Северной Америке игра распространялась по сублицензии компанией Merit Studios под названием Merit’s Galactic Reunion. Программированием игры занимались Янош Киштамаш (версия для Amiga), Кристиан Ямбор (версия для Amiga) и Иштван Кишш (версия для MS-DOS). Автором музыкального сопровождения выступил Тамаш Крейнер.

## Сюжет
В XXVII веке после продолжительного мирного периода человечество достигло значительного прогресса в разработке первого межзвёздного варп-двигателя. Два исследовательских корабля, «Эксплорер-1» и «Эксплорер-2», были оснащены экспериментальными двигателями и отправлены на поиск планет, пригодных для колонизации. Из двух кораблей на Землю вернулся только «Эксплорер-2». После переоборудования в колониальное судно «Эксплорер-2» был готов к повторному отправлению, когда на Земле произошло восстание, приведшее к свержению мирового правительства и погружению планеты в хаос. Экипаж «Эксплорер-2», сохранивший верность прежнему правительству, сумел покинуть Солнечную систему до эскалации конфликта. Через несколько лет «Эксплорер-2» достиг пункта назначения, и несмотря на полученные повреждения, колонисты основали поселение, названное Новой Землёй. Спустя поколения изоляции от метрополии колония достигла самообеспечения и приступила к реализации программы по исследованию близлежащего космического пространства, разработке новых технологий, добыче ресурсов и созданию космического флота с целью последующего воссоединения с Землёй.

## Отзывы критиков
| Иноязычные издания | Иноязычные издания |
| Издание            | Оценка             |
| ------------------ | ------------------ |
| CGW                | 2 из 5             |

В обзоре немецкого журнала Amiga Joker версия игры для чипсета OCS получила оценку 85 из 100 баллов, а версия для AGA была оценена на 86 баллов из 100. По мнению редактора журнала Amiga Joker игра Reunion, несмотря на свою сложность и многогранность, остаётся понятной для игрока и отличается «великолепной графикой с удачными анимациями». Критик посчитал, что звуковое оформление заслуживает похвалы, и отметил что «интуитивно понятное и логично организованное управление мышью» дополняет общее положительное впечатление от игры, которую он назвал «хитом».
Журнал PC Joker дал 85 баллов из 100.